# Dones del Nepal
Les dones del Nepal són dones nascudes, que viuen o provenen del Nepal. L'estatus de la dona al Nepal ha variat al llarg de la història. Al començament de la dècada del 1990, com en alguns altres països asiàtics, les dones del Nepal estaven generalment subordinades als homes en pràcticament tots els aspectes de la vida. Històricament, el Nepal ha estat predominantment una societat patriarcal,on les dones són generalment subordinades als homes. Es considerava que els homes eren els caps de la família i eren superiors que les dones. També es van esbiaixar les normes i els valors socials en favor dels homes. Aquest fort biaix social a favor dels fills va fer que les filles fossin discriminades des del naixement i no tinguessin igualtat d'oportunitats per assolir tots els aspectes del desenvolupament. Les filles eren privades de molts privilegis, incloent-hi drets, educació, sanitat, drets de propietat parental, estatus social, últims ritus dels pares morts, i es pensava que eren propietat i passiu dels homes.
Durant el segle passat, hi ha hagut un gran canvi positiu en el paper i l'estatus de les dones al Nepal, que redueix la barrera a la desigualtat de gènere. Si bé la Constitució de 1990 garantia els drets fonamentals a tots els ciutadans sense discriminació per raó d'ètnia, casta, religió o sexe, la modernització de la societat juntament amb l'abast de l'educació a la mateixa població general ha tingut un paper important per promoure la igualtat de gènere. Els rols de les dones han canviat de diverses maneres en la moderna societat nepalesa. Malgrat el difícil context de transició post conflicte, avui el Nepal no només avança ràpidament cap al desenvolupament econòmic, sinó que també està assolint objectius per a la pobresa i la fam, l'educació primària universal, la mortalitat infantil, la salut materna i la igualtat de gènere i l'apoderament de les dones.
La representació de les dones a l'Assemblea Constituent ha augmentat dràsticament fins al 29% a les eleccions de novembre del 2013 des del 2,9% del 1991 (al parlament aleshores). Les dones ocupen ara papers de lideratge i participen en la presa de decisions a tots els nivells. S'ha incrementat la participació del govern per incrementar la rendició de comptes i el seguiment dels compromisos en matèria d'igualtat de gènere i per establir i reforçar els vincles entre els aspectes normatius i operatius de la igualtat de gènere i de l'apoderament de les dones.
Actualment, les dones nepaleses estan desafiant les tradicions culturals i s'estan convertint en líders comunitaris, polítiques ecologistes i empresàries. A l'octubre de 2015, el Nepal va elegir la seva primera presidenta, Bidhya Devi Bhandari. Altres dones nepaleses famoses inclouen Anuradha Koirala (guanyadora del CNN Hero of the Year), Pushpa Basnet, Pasang Lhamu Sherpa (la primera nepalesa que va escalar el Mont Everest), Mira Rai i Phupu Lhamu Khatri (atletes internacionals guardonades), i Sushila Karki (la primera cap de justicia nepalesa).
Tot i que és cert que els rols i l'estatus de les dones a la societat moderna nepalesa han experimentat una transformació massiva i els seus drets han estat garantits per la constitució, l'aplicació de les lleis fora de les poques grans ciutats ha estat una cosa laxa. Tenint en compte que la societat nepalesa es deriva molt del sistema hindú de creences que destaca la descendència patrilineal i un sistema de residència patrifocal, en diversos casos les persones s'abstinen d'implementar determinats aspectes d'aquestes lleis i no accepten la igualtat de rol, estatus i dret per a les dones. La topografia accidentada i muntanyosa se suma a aquest fet. En aquests llocs remots, encara existeix la disparitat de gènere, on les dones estan restringides a les feines domèstiques, privades d'educació, discriminades en funció de la casta i tenen un accés sanitari deficient. Les lleis existents no són adequades per tractar les infraccions sexuals i el Nepal no té cap llei per tractar l'assetjament sexual. Aquesta és la raó per la qual les dones nepaleses se sotmeten freqüentment a un règim de violació i maltractament domèstic, i les dones joves corren el risc de ser venudes als bordells de l'Índia.
A més, hi ha moltes supersticions i tabús relacionats amb la seva casta i la menstruació (xhaupadi) que condueixen a la discriminació de les dones. En aquests casos, no se les permet tocar aigua potable, han de viure lluny de la casa aïllades mentre menstruen, i no poden realitzar o assistir a activitats religioses.

## Història de la dona al Nepal

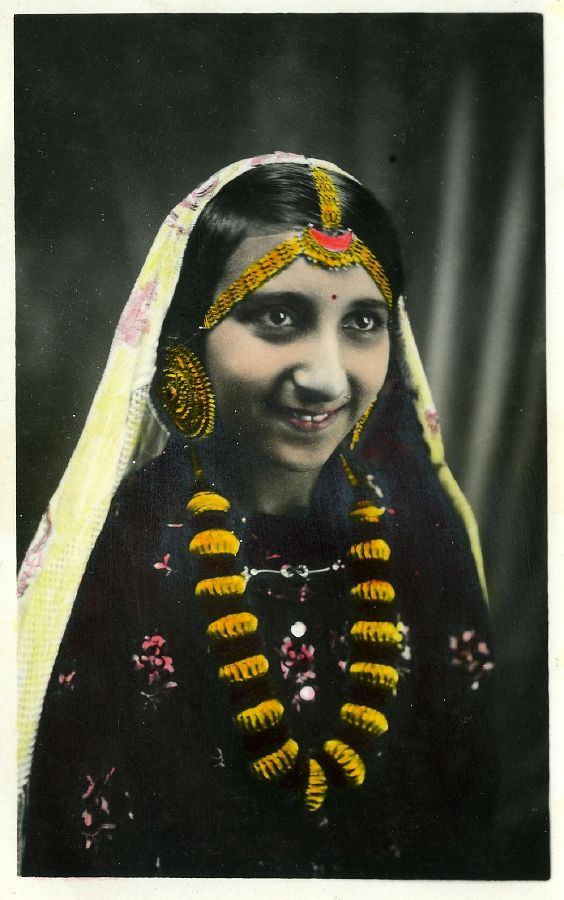
Nepalesa amb vestit tradicional, 1900

La societat del Nepal, essent predominantment agrícola, la membre major femenina va exercir el paper de cap de la família mitjançant el control dels recursos, la presa de decisions crucials sobre sembra i recol·lecció, i la determinació de les despeses i les dotacions pressupostàries. Però la vida de les dones es va mantenir centrada en els seus papers tradicionals: tenir cura de la majoria de les tasques domèstiques, buscar aigua i farratge pels animals animal, i fer els treballs de la granja. La seva posició a la societat depèn principalment de la posició social i econòmica dels seus marits i dels seus pares. Tenien un accés limitat als mercats, serveis productius, educació, assistència sanitària i govern local. La malnutrició i la pobresa afecten el més dur a les dones. Les dones solen treballar més i durant més temps que els homes. Per contra, les dones de famílies de classe alta tenien donzelles per tenir cura de la majoria de les tasques de la llar i altres feines menors i, per tant, treballaven molt menys que els homes o les dones de grups socioeconòmics inferiors. Independent de la seva prosperitat econòmica, la presa de decisions va quedar en mans dels homes de la família.
La contribució econòmica de les dones va ser substancial, però en gran manera va passar desapercebuda perquè es va donar per fet el seu paper tradicional. Quan treballaven, els salaris són normalment un 25% menys que els pagats als homes. A la majoria de les zones rurals, la seva ocupació fora de la llar es limitava generalment a la sembra, la desherbació i la recol·lecció. A les zones urbanes, les emigrants de les zones rurals o amb un estatus econòmic inferior treballaven en feines domèstiques i tradicionals, així com en el sector governamental (majoritàriament en llocs de baix nivell).
Una mesura tangible de la condició de la dona era la seva consecució educativa. Tot i que la constitució ofereix a les dones una igualtat d'oportunitats educatives, molts factors socials, econòmics i culturals van contribuir a reduir la inscripció i augmentar les taxes d'abandonament escolar de les noies. L'analfabetisme va imposar el major obstacle per millorar la igualtat d'oportunitats i estatus per a les dones. Van ser atrapades en un cercle viciós imposat per la societat patriarcal. El seu estat inferior va dificultar la seva educació, i la manca d'educació, al seu torn, va restringir el seu estat i posició. Tot i que la taxa d'alfabetització femenina ha millorat notablement al llarg dels anys, el nivell a principis de la dècada del 1990 encara era molt inferior al masculí.
El nivell d'assoliment educatiu entre les dones de famílies riques i educades era molt superior al de les filles de famílies pobres. Aquesta disparitat de classe en matèria educativa també va ser certa per als nois. Al Nepal, com en moltes societats, l'educació va marcar una diferència considerable entre les classes socials. Al començament de la dècada del 1990, existia una correlació directa entre el nivell d'estudis i l'estatus social. Les dones educades tenien accés a càrrecs en posicions relativament alte en els sectors del govern i del servei privat, i tenien un estatus molt més alt que les dones sense formació educativa. Aquesta regla general era més aplicable a nivell de la societat que no pas a la llar. Dins la família, una dona educada no necessàriament tenia un estatus superior al de la seva homòlega sense educar.
A la família, l'estatus de la dona, sobretot la de nora, estava més estretament relacionat amb l'autoritat del marit, i amb la riquesa i l'estat de la família parental que qualsevol altra cosa.

## La legislació sobre les dones
La Constitució del Regne del Nepal de 1990 conté la garantia de que cap persona no havia de ser discriminada per raó de sexe i, el 1991, el govern va ratificar la Convenció sobre l'eliminació de totes les formes de discriminació contra les dones (CEDAW).
Una modificació del codi civil de 1975 va introduir la primera disposició clara sobre els drets de propietat de les dones. Va dictaminar que una dona que romangués soltera fins als 35 anys tenia dret a heretar béns.
El 2002, es va aprovar un projecte de llei que atorgava a les dones el dret a heretar una propietat des del naixement, i especificava que en el moment del matrimoni qualsevol propietat ha de ser retornada a la família del progenitor, i la dona obtindrà el mateix dret a la propietat del seu marit. El projecte de llei del 2002 inclou també altres disposicions sobre drets de la dona, en particular atorgar a la dona el dret al divorci en certes condicions, legalitzar l'avortament i augmentar els càstigs als violadors.
La Constitució Interina 2063 del Nepal té algunes disposicions per elevar l'estatus de les dones. La Constitució diu que una filla pot obtenir una propietat parental igual que el fill si ho demana, una dona pot divorciar-se del seu marit i obtenir el 50% de la seva propietat, i un fill pot adquirir la ciutadania en nom de la seva mare en totes les oficines governamentals. Cal preservar el 20% de quota per a dones i el parlament un 33% d'escons a les dones. Aquests esforços es fan de manera que les dones puguin estar dins de la política principal del país i ser fortes socialment i econòmicament.
El Nepal va prohibir la violació matrimonial el 2006.
Els recents esforços realitzats pel govern i les dones han proporcionat a les dones un enfocament més fort en molts aspectes. Ara les dones es dediquen a la política, als negocis i en altres camps. Les recents enquestes dutes a terme pel govern del Nepal han revelat una millora constant i àmplia en el camp dels drets de les dones al Nepal.

## Els rols de gènere
Al Nepal, els rols, els espais i els estereotips de gènere històrics de l'home «públic» (proveïdor) i de la dona «privada» (atenció de la llar) per a gènere s'utilitzen fins i tot en situacions canviants. Això es deu a l'associació de l'estatus de la llar amb la «no-feina» de les dones que s'ha perpetuat per les circumstàncies de les dones que han d'oferir la seva feina en els àmbits de treball remunerats en situacions d'estrès econòmic i pobresa. Principalment són els homes els que interaccionen amb el «món exterior» mentre que la principal àrea de funcionament de les dones es troba dins de les llars. Es diu que les noies i les dones nepaleses treballen més que els nois i els homes, passant del 25% al 50% més de temps a les tasques de les llars, a les activitats econòmiques i agrícoles. Però, a causa de la naturalesa del seu treball que es vincula entre altres amb les activitats de la llar que sovint no es paga (d'una banda), i la definició defectuosa d'activitat econòmica (d'altra banda), la participació econòmica de les dones segueix sent estadísticament invisible. El paper de les dones en el sector de l'atenció, sobretot la seva tasca de reproducció, el suport, la criança dels fills i el manteniment de la llar són activitats que no es troben en els sistemes comptables nacionals. Si bé aquestes activitats són crucials per al benestar dels membres de la llar i la participació efectiva en diferents àmbits (econòmic, social i polític), continuen sent activitats no econòmiques. En virtut de les dones que exerceixen aquests rols que no es consideren estadísticament com a econòmics i, per tant, no es valoren monetàriament, els rols de les dones i la seva contribució tenen assignats un estatus baix.
En el context nepalí, l'apoderament i el desenvolupament de les dones està lligat de manera inextricable a l'estructura social dominant hindú, que influeix en tots els aspectes de la vida social, cultural i econòmica. Aquesta estructura assigna rols restringits a les dones, que sovint comporten responsabilitats familiars i de la llar. Les dones nepaleses han interioritzat aquest sistema, i això els fa difícil imaginar-se en els papers fora de casa. Les dones també es perjudiquen elles mateixes acceptant passivament les actituds de la societat. Al Nepal, es creu que les paraules de les dones només valen la meitat que els homes i no se les tracten seriosament. Sorprenentment, tant homes com dones accepten aquesta actitud social. L'acceptació passiva de les dones del seu estatus social limitat ha comportat la perpetuació de la discriminació de gènere. Moltes dones creuen que sempre ha estat així i que així serà sempre. A la llar, es creu que les dones nepaleses són una font de vida, però també estan obligades a ser esclavitzades pels membres de la família masculina. Les dones són tractades com a treballadores temporals i són expulsades quan ja no les necessiten, sovint perquè no han produït fills.
En alguns grups ètnics i classes socials, els rols de les dones en l'economia van més enllà de l'àmbit domèstic, com quan les dones thakali s'impliquen en el negoci d'’hostaleria i restauració, o quan les dones Gurung educades tinen càrrecs en els sectors públic i privat, o quan les dones de les llars treballadores i de les anomenades castes ocupacionals treballen com a treballadores de camp o portadores per a altres persones. S'ha notat que les dones de les comunitats hindús més ortodoxes que es limiten en gran manera a la producció domèstica i de subsistència presenten un paper molt menys significatiu en les decisions majors de l'economia domèstica que les de les comunitats del Tibeto-Bunnan, on les dones participen activament en l'economia de mercat. Algunes de les filles i les germanes de les famílies riques tenen feines com mestres d'escola, treballadores socials i similars. Tant els nois com les noies de les famílies benestants tenen l'oportunitat d'anar a l'escola. Per contra, hi ha molt pocs casos d'estudiants entre les famílies pobres. A causa de les habilitats de lectura i escriptura de les famílies benestants, els treballs governamentals locals cauen a les seves mans. A les llars pobres, les dones només fan les tasques de la llar i del camp. El llaurar, el rec, la recol·lecció i la càrrega són feines habituals per a tots dos sexes.
Les mares solen alletar als nadons. Les mares tenen un paper principal en la cura dels nadons, que també és recolzat per l'àvia, la germana o les filles grans.

## El dot
Al Nepal, la costum del dot encara és habitual, i la violència relacionada amb els dots continua sent un problema, tot i que el sistema de dots ha estat prohibit al Nepal. Malgrat les lleis, continuen els incidents de violència domèstica relacionats amb el dot, sota una percepció general d'impunitat. La pràctica del dot està molt relacionada amb el prestigi social; i la violència en dot és especialment predominant a la regió de Tarai. El 2009, el Nepal va promulgar la Llei de duanes i pràctiques socials que prohibia la dot; tanmateix, no s'han conegut casos d'aplicació.
En algunes comunitats, com el poble Newar, el sistema de dots era un regal que ajudaria la núvia en cas que afrontés problemes en el futur. El dot seria la seva riquesa, que era lliure de vendre o utilitzar si necessitava crear una família nuclear. Així doncs, els estris i els diners que rebia com a dot s'havien de mantenir per separat sota la seva pròpia cura fins que arribés el moment de la necessitat. Però amb la creixent influència de les altres comunitats que tenen un sistema de castes, semblant al sistema de castes a l'Índia, el sistema ha començat a canviar. I amb el pas del temps, s'ha convertit en un sistema que realment fa més pressió sobre la família de la núvia per complir les expectatives de la família del nuvi. Això al seu torn debilita l'estatus de la dona a la família, en lloc de la idea original de reforçar-la proporcionant suport material.

## El matrimoni infantil
El matrimoni infantil és habitual al Nepal. La pràctica de casar-se amb noies joves sovint es basa en la pobresa, però la seva prevalença varia a tot el país, segons el nivell d'educació, la riquesa, la ubicació geogràfica, la religió i l'ètnia. Aquests matrimonis condueixen a l'embaràs i al part a edats joves, que sovint donen lloc a problemes de salut, com el prolapse uterí.
A més de les qüestions que es plantegen en el casament, també hi predominen les vídues joves. Aquestes vídues són vistes com a bruixes i portadores de la mala sort. Es veuen obligades a penedir-se dels seus pecats i a vestir-se de blanc durant la resta de la seva vida. Les viudes no poden tornar a casar-se, ni gaudir de plaers ni d'aliments específics, no poden participar en esdeveniments familiars ni mirar als homes als ulls, i fins i tot tenen prohibit sortir de casa. Això es considera específicament com un problema per a les vídues joves perquè essencialment han d'abandonar la seva vida social. A més, el matrimoni infantil forma part de la cultura hindú i, per tant, moltes persones no veuen cap problema amb la seva pràctica. Moltes de les vídues joves del Nepal pateixen maltractament i traumes durant i després dels seus matrimonis. Les diferències d'edat entre la núvia i el nuvi solen ser grans.
Segons un informe de la UNICEF del 2014, més de 700 milions d'homes i dones al món es van casar abans dels 18 anys. La diferència entre homes i dones és evident, amb només 156 homes casats entre 15 i 18 anys, davant de 720 milions de dones. El Nepal apareix a l'informe entre els deu primers països amb les taxes més altes de matrimoni infantil.

## La violència domèstica
Els patrons culturals, socials i religiosos nepalesos fan complir de forma reiterada el baix de l'estatus social de les dones, donant sovint un estil de vida destructiu entre gèneres. Aquesta cultura violenta predomina en l'aspecte civil de la seva societat. En lloc de ser tractades com a membres iguals a la raça humana, les dones nepaleses són només simples esclaves dels seus marits. Mai han de rebutjar les sol·licituds de la seva parella i, en el cas que no estiguin d'acord, les dones són «castigades» fins que es corregeix aquest comportament. Aquest aspecte de la cultura nepalesa actua generalment com a estimulant per a l'explotació domèstica. No obstant això, segons la legislació nepalesa, una dona ha patit abusos domèstics si, i només si, ha patit relacions sexuals forçades. Malauradament, per moltes vegades que la dona sigui agredida, no denunciarà el crim. Per empitjorar la situació, fins i tot quan es denuncia, poques vegades s'executa qualsevol forma de càstig conseqüent.
El 2009 es va dur a terme un estudi per determinar l'associació entre els factors de risc seleccionats i la violència domèstica de dones casades al Nepal de 15 a 24 anys. Els científics estaven decidits a resoldre aquest cicle de corrupció abans que no es descontrolés. L'estudi va concloure que aproximadament el 51,9% d'aquestes dones van declarar haver experimentat alguna forma de violència durant la seva vida, ja fos emocional, física o d'una altra manera. De fet, el 25,3% va declarar haver experimentat violència física i un abrupte 46,2% va declarar haver estat víctima d'alguna forma d'agressió sexual. Aquests números no només van commocionar l'equip de recerca, sinó que van iniciar una reacció en cadena en la investigació de la violència domèstica al Nepal. Segons un estudi de BMC Women Health, l'anàlisi de regressió logística va comprovar que l'estat d'alfabetització de les dones nepaleses, la salut, la diferència d'edat i el consum d'alcohol tenien una associació significativa amb l'experiència de la coerció sexual de les dones en el seu matrimoni. ProQuest Biological Science Collection també va publicar un estudi, segons el qual el 21% dels homes nepalesos creuen que estan completament justificats el abusar físicament de la seva parella. A més, va demostrar que al voltant d'un 5% d'aquests homes van justificar l'ús de la força per mantenir relacions sexuals, i un 3% que diu que poden cometre adulteri amb raó si la seva parella no vol tenir relacions sexuals quan ells ho desitgin. Per tant, per resoldre l'enorme problema de la violència domèstica al Nepal, primer cal abordar les creences i els costums culturals del marit. Els homes del Nepal creuen que és moralment actuen correctament i, en alguns casos, creuen que el seu deure cívic és disciplinar les seves dones de manera física.
Els científics que estudien els aspectes socials del Nepal creuen que la violència domèstica prevalent al Nepal es pot remuntar fins al 1996. En aquest any, el poble nepalès va patir la Guerra del Poble, i els seus efectes es van sentir durant els propers anys. La depressió, l'ansietat i la desconfiança general van arrasar el país. Abans de la guerra, s'havia registrat poca violència al Nepal. Aquesta crescuda predominant també es pot deure al fet que en comparació amb les joves no casades del Nepal, una proporció molt més elevada de joves casades va denunciar la violència a casa seva. El matrimoni és la qüestió subjacent. Els estàndards i les expectatives del matrimoni, tal com ho entenen les persones del Nepal, no són equivocades. Un matrimoni nepalès pot estar més fàcilment relacionat amb una relació d'amo i esclau que de marit i esposa. Els matrimonis occidentals han establert les expectatives que un matrimoni s'ha de basar en fonaments de l'amor i la confiança, però sistemes com el dot subverteixen aquesta noció al Nepal.
Tot i que es va aprovar una llei el 2009 anomenada Llei 2066 de violència i càstig domèstic, poques vegades s'aplica o es reconeix. Aquesta llei contra les agressions sexuals s'executa tan poques vegades que gairebé totes les dones nepaleses ni saben que existeix. Depenent de l'acte comès, aquesta llei pot enviar els delinqüents a presó fins a sis mesos. El resultat de la vida d'aquestes dones es podria veure dràsticament positiu si tinguessin un lloc segur on acudir i denunciar els delictes comesos contra elles.
L'apoderament econòmic ha de fer un llarg camí en el canvi d'estat de les dones a la societat. Irònicament, encara que ho demostrin diversos exemples, les dones que són educades i independents econòmicament també han estat objecte de violència domèstica. El cicle d'abús es perpetua perquè la construcció social prohibeix que les dones parlin per por a la vergonya o a l'estigma.
Segons el cens del 2011, la taxa d'alfabetització masculina al Nepal era del 71,1%, mentre que la taxa d'alfabetització femenina era del 46,7%. L'enfocament dels programes governamentals i dels projectes no governamentals d'apoderament ha proporcionat una millora en l'escenari en comparació amb la situació d'uns anys enrere. La situació de l'educació i l'ocupació de les dones a l'àmbit urbà avança poc a poc, però la condició de les zones rurals continua essent la mateixa. Com que la majoria de dones del Nepal treballen com a mà d'obra no remunerada de la família i més del 76% de les dones participen en l'agricultura, no es reconeix la seva contribució als avantatges econòmics que obté la família a canvi. Al Nepal, només el 19% de les dones tenen propietats pròpies, mentre que el 25% de les dones són cap de famílies. El govern i el sistema jurídic del Nepal també reflecteixen les actituds patriarcals. Legalment, una filla no pot reclamar la propietat del seu pare, però una dona té dret a la propietat del marit. Les dades i les disposicions legals també reflecteixen que les dones no tenen un accés igual als recursos econòmics, fet que les restringeixen a prendre decisions sobre la propietat i l'economia i les deixen fora de la societat.
L'estratègia del país 2013-2017 identifica la desigualtat de les dones com a obstacle per al desenvolupament, i d'aquesta manera aquesta estratègia aborda l'apoderament de les dones en els sistemes socials, polítics i governamentals. Amb la primera dona presidenta, primera presidenta de la Cambra i primera dona de la justícia, hi ha alguna esperança que la gent vegi canvis positius en termes d'apoderament de les dones a través de l'educació i l'accés econòmic.

## Elxhaupadi

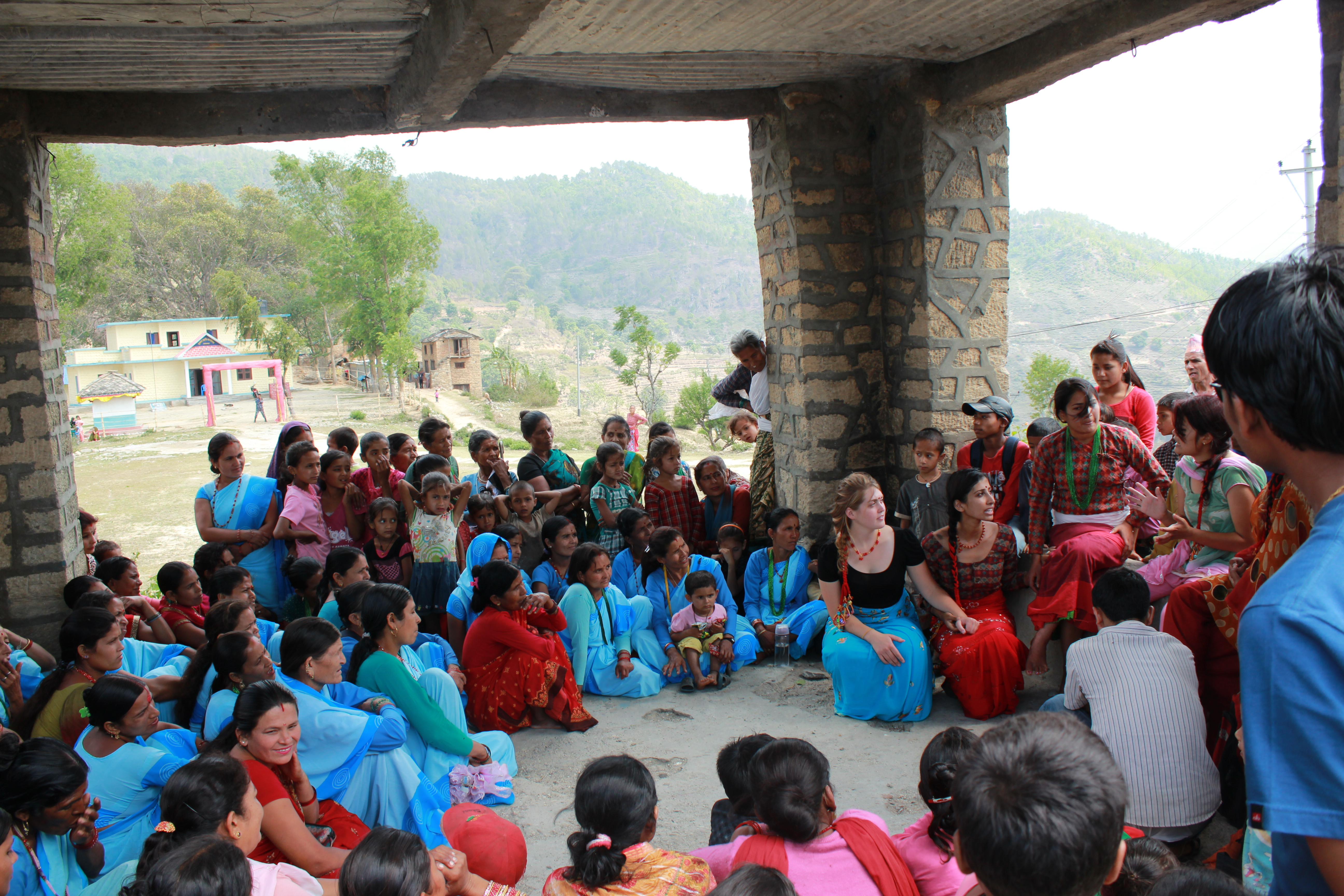
S'està desenvolupant entre les noies la sensibilització mitjançant l'educació per modificar o eliminar la pràctica del xhaupadi al Nepal

El xhaupadi (en nepalès: छाउपडी ; xhau (menstruació) + padi (dona), «menstruació de la dona») és una pràctica social que es produeix a la part occidental del Nepal per a les dones hindús, que prohibeix a una dona participar en activitats familiars i socials normals durant la menstruació. Les dones es consideren «impures» durant aquest temps i es mantenen fora de casa, i han de viure en un cobert. Tot i que la Cort Suprema del Nepal va il·legalitzar el xhaupadi el 2005, la tradició és lenta a canviar. Després que una dona morís en una cabana de xhaupadi el 2016, el govern va aprovar una llei que imposava un càstig contra els qui obligaven les dones a practicar aquesta la tradició, que va entrar en vigor l'agost del 2018.

## Les caceres de bruixes
Les caceres de bruixes al Nepal són habituals i s'adrecen especialment a les dones de casta baixa. Les principals causes de violència relacionada amb la bruixeria són la creença generalitzada en la superstició, la manca d'educació, la manca de consciència pública, l'analfabetisme, el sistema de castes, la dominació masculina i la dependència econòmica de les dones dels homes. Les víctimes d'aquesta violència solen ser colpejades, torturades, humiliades públicament i assassinades. De vegades, els familiars de l'acusada també són agredits.
El 2010, Sarwa Dev Prasad Ojha, Ministra per a les dones i el benestar social, va dir: «Les supersticions estan molt arrelades a la nostra societat i la creença en la bruixeria és una de les pitjors formes d'això».

## Nepaleses destacades

### Activistes
- Angur Baba Joshi
- Anuradha Koirala
- Chandra Kumari Gurung
- Charimaya Tamang
- Durga Ghimire
- Durga Sob
- Gorimaya Tamang
- Kanchan Amatya
- Lily Thapa
- Pushpa Basnet
- Sangita Magar
- Sapana Pradhan Malla
- Sunita Danuwar
- Yogmaya Neupane

### Actrius
- Aanchal Sharma
- Alisha Rai
- Anna Sharma
- Ashishma Nakarmi
- Asmi Shrestha
- Barsha Lekhi
- Basundhara Bhusal
- Benisha Hamal
- Bhumika Shrestha
- Bhuwan Chand
- Deepika Prasain
- Deeya Maskey
- Gauri Malla
- Jal Shah
- Jassita Gurung
- Jharana Bajracharya
- Jiya K.C.
- Karishma Manandhar
- Malina Joshi
- Malvika Subba
- Mariska Pokharel
- Melina Manandhar
- Mithila Sharma
- Muna Gauchan
- Paramita RL Rana
- Prakriti Shrestha
- Priyanka Karki
- Raveena Desraj Shrestha
- Rekha Thapa
- Rima Bishwokarma
- Rishma Gurung
- Romi Wani Ghimire
- Roshni Khatri
- Sarita Lamichhane
- Shanti Maskey
- Sharmila Malla
- Shilpa Maskey
- Srijana Regmi
- Subhadra Adhikari
- Suhana Thapa
- Sushma Karki
- Swastima Khadka
- Tripti Nadakar
- Usha Poudel

### Cantants
- Ciney Gurung
- Dechen Shak-Dagsay
- Devika Bandana
- Gyanu Rana
- Indira Joshi
- Koili Devi
- Kunti Moktan
- Mallika Karki
- Manila Sotang
- Manu Limbu
- Mausami Gurung
- Meera Rana
- Muna Thapa Magar
- Nalina Chitrakar
- Paramita RL Rana
- Prashna Shakya
- Preeti Kaur
- Sashi Rawal
- Shanti Maskey
- Sunita Dulal
- Tara Devi
- Zascha Moktan

### Escriptores
- Manjushree Thapa
- Moti Laxmi Upasika
- Radha Paudel
- Rashmila Shakya
- Sangita Shrestha
- Saraswati Pratikshya
- Sarita Shrestha
- Shanta Chaudhary
- Shashikala Manandhar
- Sushma Joshi
- Tara Devi Tuladhar
- Toya Gurung
- Yogmaya Neupane

### Esportistes
- Bimala Tamang
- Chandra Devi Dahal
- Chandra Kala Thapa
- Chuda Kumari Khadka
- Devi Maya Paneru
- Devu Thapa
- Dil Maya Karki
- Gaurika Singh
- Ghim Kumari Gurung
- Indu Barma
- Jamuna Gurung
- Kabita Kunwar
- Karishma Karki
- Karuna Bhandari
- Krishna Khatri
- Lila Lamgade
- Mamata Thapa
- Mamta Chaudhary
- Manikala Rai
- Menuka Rawat
- Mira Rai
- Namita Dali
- Nangsal Tamang
- Nary Thapa
- Nayana Shakya
- Nirjala Tamrakar
- Niru Thapa
- Parvati Thapa
- Phool Maya Kyapchhaki
- Phupu Lhamu Khatri
- Pramila Rijal
- Pratima Sherpa
- Raj Kumari Pandey
- Rama Singh
- Renuka Nagarkoti
- Reshma Bhandari
- Rubina Chhetry
- Runa Pradhan
- Sabitra Bhandari
- Sajana Rana
- Sangina Baidya
- Sarita Magar
- Sarswati Chaudhary
- Shreya Dhital
- Sipora Gurung
- Sita Kumari Rai
- Sita Magar
- Sneh Rana
- Sobha Aale
- Sofia Shah
- Tisa Shakya

### Polítiques
- Hisila Yami
- Kashi Paudel
- Komal Oli
- Kumari Meche
- Lila Kumari Bagale Somai
- Lila Kumari Bhandari
- Nezma Khatun
- Onsari Gharti Magar
- Pabitra Niraula Kharel
- Pampha Bhusal
- Parbati Chaudhary
- Purna Kumari Subedi
- Raj Rajeshwari Devi
- Ranju Darshana
- Renu Dahal
- Rupa So.Si. Chaudhari
- Sahana Pradhan
- Salma Khatoon Mikrani
- Sapana Pradhan Malla
- Sarala Regmi
- Saraswati Chaudhary
- Sebaki Devi Das Tatma
- Shanta Chaudhary
- Shiva Maya Tumbahamphe
- Sita Devi Boudel
- Sita Subedi
- Subarna Prabha Devi
- Sushila Chaudhary
- Sushila Karki
- Sushila Swar

### Altres
- Aishwarya Rajya Lakshmi Devi Shah (reina)
- Alisha Rai (ballarina)
- Ani Choying Drolma (monja budista)
- Lucky Sherpa (diplomàtica)
- Reina Tripurasundari del Nepal (reina)
- Sarita Shrestha (metge)
- Sujata Koirala (diplomàtica)
- Sushila Maharjan (científica)
- Teriya Magar (ballarina)
- Tulasa Thapa (prostituta forçada)
- Usha Poudel (ballarina)